# Liste der Kulturgüter in Châtillon JU
Die Liste der Kulturgüter in Châtillon JU enthält alle Objekte in der Gemeinde Châtillon im Kanton Jura, die gemäss der Haager Konvention zum Schutz von Kulturgut bei bewaffneten Konflikten, dem Bundesgesetz vom 20. Juni 2014 über den Schutz der Kulturgüter bei bewaffneten Konflikten sowie der Verordnung vom 29. Oktober 2014 über den Schutz der Kulturgüter bei bewaffneten Konflikten unter Schutz stehen.
Objekte der Kategorie A sind im Gemeindegebiet vollständig ausgewiesen, Objekte der Kategorie B sind im Gemeindegebiet nicht ausgewiesen, Objekte der Kategorie C fehlen zurzeit (Stand: 1. Januar 2023).

## Kulturgüter
| Foto | | Objekt | Kat. | Typ | Standort                     | Beschreibung |
| ---- | --- | --- | ---- | --- | ---------------------------- | ------------ |
| ja   | Datei hochladen · Wikidata zu Doppel-Bauernhaus mit nebeneinander liegenden landwirtschaftlichen Nebengebäuden (Q110624855) | Doppelbauernhaus mit nebeneinander liegenden landwirtschaftlichen Nebengebäuden / Maison paysanne double avec les dépendances agricoles juxtaposés KGS-Nr.: 16928 | A    | G   | La Chenale 1 592761 / 241855 |              |